# The Place Beyond the Pines
The Place Beyond the Pines (Brasil: O Lugar Onde Tudo Termina / Portugal: Como Um Trovão) é um filme de drama policial estadunidense de 2013, dirigido por Derek Cianfrance, escrito por Cianfrance, Ben Coccio, e Darius Marder. É estrelado por Ryan Gosling, Bradley Cooper, Eva Mendes, e Ray Liotta, com Ben Mendelsohn, Rose Byrne, Mahershalalhashbaz Ali, Bruce Greenwood, Harris Yulin, e Dane DeHaan em papéis coadjuvantes. O filme reúne Cianfrance e Gosling, que trabalharam juntos em Blue Valentine de 2010. A música do filme de Mike Patton. Foi lançado nos cinemas norte-americanos em 29 de março de 2013, e nos cinemas brasileiros em 21 de junho de 2013. O longa recebeu avaliações boas, que apontaram que ele tem "boas atuações, um bom roteiro, mas não sabe organizar corretamente as histórias, em um grande tempo de duração" que também foi criticado negativamente.
O título é o significado em Inglês da cidade de Schenectady, Nova York, que é derivado de uma palavra solta Mohawk para "atrás da planície dos pinheiros".
O filme apresenta a música previamente escrita pelo compositor estoniano Arvo Pärt.

## Sinopse
Luke Glanton (Ryan Gosling) é um motociclista muito famoso onde mora, ele trabalha pilotando dentro de globos da morte para um circo itinerante. Durante um torneio em Altamont, New York, Glanton recebe a visita da ex-namorada, Romina, e descobre que ele é o pai de seu filho.  Para tentar se aproximar de seu filho, e mostrar-se um pai mais capacitado de se sustentar e sustentar o filho, Luke decide participar de uma série de roubos a grandes bancos.
O problema é que Luke não consegue reprimir seu lado violento, o que lhe traz problemas não apenas com Romina mas também com Robin (Ben Mendelsohn), seu parceiro de assaltos. Apesar dos vários problemas inesperados que surgem, ainda assim Luke resolve realizar sozinho um assalto a banco. Perseguido pela polícia, ele vira alvo de Avery Cross (Bradley Cooper), um policial que cumpria sua rotina fazendo a ronda diária.

## Elenco
- Ryan Gosling como Luke Glanton
- Bradley Cooper como Avery Cross
- Eva Mendes como Romina
- Ray Liotta como Peter Deluca
- Ben Mendelsohn como Robin Van Der Zee
- Rose Byrne como Jennifer Cross
- Mahershala Ali como Kofi Kankam
- Bruce Greenwood como Bill Killcullen
- Dane DeHaan como Jason Kankam
- Emory Cohen como AJ Cross
- Harris Yulin como Al Cross
- Robert Clohessy como Chefe Weirzbowski
- Olga Merediz como Malena

## Produção
Antes de Rose Byrne ser escolhida para o papel de Jennifer, as atrizes Mary Elizabeth Winstead, e Ginnifer Goodwin fizeram testes para a personagem, mas não foram contratadas, enquanto Greta Gerwig teve que deixar o mesmo papel devido a conflitos de agenda.
Bradley Cooper que estava em Toronto, foi convencido pelo diretor Derek Cianfrance que viajou cinco horas até a cidade canadense e convencido o ator para o papel de Avery Cross, por uma exigência de Derek Cianfrance, que não faria o filme se Bradley Cooper não fosse o intérprete.
A escolha de Eva Mendes para o papel de Romina foi de Ryan Gosling.
As cenas de assalto foram rodadas em um único take, segundo Ryan Gosling. A intenção do diretor Derek Cianfrance era que um dublê fizesse a sequência em que o personagem Luke Glanton de Ryan Gosling se envolve numa colisão de 36 automóveis, mas não encontrou nenhum dublê que aceitasse gravar e Ryan Gosling teve que rodar 22 vezes até conseguirem a gravação.
Derek Cianfrance usou as séries Cops e America's Wildest Police Chases como fonte de inspiração para o filme.

## Lançamento
O filme estreou no Festival Internacional de Cinema de Toronto em 7 de setembro de 2012;. Recebeu um lançamento limitado nos Estados Unidos em 29 de março de 2013 e foi amplamente divulgado em 12 de abril de 2013.

## Recepção
The Place Beyond the Pines recebeu avaliações positivas dos críticos especializados, ganhando uma classificação de 81% no Rotten Tomatoes e uma pontuação de 68 de 100 no Metacritic.
Escrevendo para The Hollywood Reporter, David Rooney relatou que o filme é "um drama sóbrio e impactante, que faz alguns erros pelo caminho, mas traz uma atuação carismática de Ryan Gosling na parte mais curta das três existentes". Daniel Feix de Zero Hora áchou que The Place Beyound the Pines é um filme muito raro em Hollywood, e relatou que o elenco é "a cara de thriller de ação, surpreende pela forma inusual com que narra a saga familiar multigeracional envolvendo um policial e um fora da lei".
Daniel Reininger do site brasileiro CineClick criticou negativamente a forma em que o filme coloca a transição entre a história, por outro lado disse que o filme é uma "obra reflexiva, que arrisca um formato interessante". Francisco Russo criticou os minutos de duração que o filme possui, relatando que "soam cansativos e desnecessários, até porque a ligação entre os dois personagens principais já era bastante explícita antes que a terceira história entrasse em cena". Por outro lado, disse que The Place Beyond the Pines possui um roteiro bem amarrado que agrada e, destacou as as participações de Eva Mendes e Ben Mendelsohn.